# Pierre Paul Raboteau
Pierre Paul Raboteau (La Rochelle, 29 de octubre de 1765-La Rochelle, 21 de octubre de 1825) fue un poeta francés.

## Biografía
Siendo joven fue admitido en la Académie des belles-lettres, sciences et arts de La Rochelle por sus primeras poesías. En 1790 se trasladó a París, donde se dedicó a escribir teatro, fue nombrado miembro de la Société philotechnique y, también, jefe segundo de las oficinas del ministerio del Interior. En 1822 ocupó el cargo de presidente de la Académie de La Rochelle. Cultivó la poesía lírica, siendo notables su Ode à la prise de la Bastille, su comedia La Ville et le Village (1802) y el poema Les jeux de l'enfance (1802).